# План побега
«План побега» (англ. Escape Plan) — остросюжетный боевик с Сильвестром Сталлоне и Арнольдом Шварценеггером в главных ролях. Контроль над производством фильма осуществляли продюсеры Робби Бреннер, Марк Кантон и Рэндолл Эмметт, сценарий написали Майлз Чэпман и Джейсон Келлер по сюжету Чэпмана, а на должность режиссёра был назначен Микаэль Хофстрём.
Выход в кинотеатральный прокат в США состоялся 18 октября 2013 года, в России — 17 октября 2013. Успех ленты поспособствовал появлению серии фильмов — «План побега 2» (2018) и «План побега 3» (2019), которые были созданы продюсерами и сценаристом первой картины.

## Сюжет
Рэй Бреслин (Сильвестр Сталлоне) — уникальный человек: благодаря своей наблюдательности, опыту, логике, эрудиции и фантастической изобретательности он способен сбежать из любой тюрьмы. Он — совладелец независимой охранной компании, которой управляет его партнёр Лестер Кларк (Винсент Д'онофрио). Вместе со своими коллегами, Эбигейл Росс (Эми Райан) и бывшим уголовником Хашем (Кёртис "50 Cent" Джексон), Рэй Бреслин по контракту с Федеральным тюремным управлением уже много лет занимается тестированием лучших тюрем США. Выводы неутешительны для тюремщиков — Рэй сумел совершить побег из 14 тюрем строгого режима и даже написал книгу об этом.
Однажды в офисе компании появляется агент ЦРУ Джессика Майер (Катрина Балф), которая предлагает Бреслину протестировать нелегальную коммерческую секретную тюрьму «Гробница» для особо опасных преступников. Несмотря на то, что компаньоны не смогут узнать о месте его заключения, честолюбивый Рэй соглашается на это предложение. Ему придумывают новую легенду и новое имя — теперь он испанский террорист Энтони По́ртос. Он получает данные своего контакта — начальник тюрьмы Роджер Марш, код эвакуации, а также вшитый в тело «жучок» радионаблюдения. После чего в заранее обусловленном месте в Новом Орлеане Рэя арестовывают. Однако охранники сразу же находят и извлекают «жучок», из-за чего Хаш и Росс теряют возможность отслеживать местонахождение Бреслина. После этого Рэя усыпляют.
В себя Рэй приходит уже в тюрьме, которая полностью находится в закрытом помещении и состоит из маленьких одиночных камер со стеклянными стенами, а охранники ходят в чёрных масках. Во время вызова на допрос Рэй обнаруживает, что его подставили: никакого «Роджера Марша» не существует, начальником тюрьмы оказывается безумный энтомолог-садист Уиллард Хоббс (Джеймс Кэвизел), а код эвакуации не действует.
Во время прогулки Рэй сталкивается с местными мусульманами и их лидером Джаведом (Фаран Таид). От драки его спасает один из заключённых, Эмиль Роттмайер (Арнольд Шварценеггер), который говорит, что когда-то был телохранителем банковского афериста мирового масштаба Виктора Манхайма (по словам Роттмайера, Манхайм «любит отнимать деньги у богатых и отдавать их бедным»). Хоббс пытается выпытать у Роттмайера местонахождение Манхайма. Роттмайер настроен к Рэю дружелюбно и предлагает свою помощь «в случае чего». Рэй просит Эмиля помочь ему попасть в местный изолятор. Они инсценируют между собой драку, после чего их обоих помещают в изолятор — крохотное помещение, где в качестве пытки заключённых непрерывно освещают огромными и очень жаркими галогенными лампами. Рэй замечает, что пол в изоляторе прикреплён стальными заклёпками, и понимает, что эти заклёпки частично заржавели. По архитектуре тюрьмы Рэй предполагает, что она находится под землёй, а под карцером располагается водопровод, по которому можно выбраться наружу и узнать, где же они всё-таки находятся. Чтобы это сделать, Рэй просит Роттмайера достать ему кусок металла, с помощью которого можно отразить свет от ламп. Если направить его на заклёпки, от высокой температуры они расширятся, и их можно будет извлечь. Роттмайер справляется с этим заданием. Затем они устраивают драку с Джаведом и попадают в карцер, где Роттмайер симулирует истерику, отвлекая охранников, в то время как Рэй с помощью раскалённого стального стержня разогревает заклёпки и попадает в водопровод, выбираясь по нему наружу. Однако, попав наверх, Рэй обнаруживает, что находится на борту огромного корабля посреди океана, и, понимая, что сбежать не удастся, возвращается назад в карцер.
Далее Хоббс по указке Лестера Кларка пытается сломить Бреслина, приказывая охранникам не давать ему спать и постоянно избивать. Несмотря на это, Рэй продолжает изучать привычки тюремщиков. Затем он пытается узнать у местного доктора Кайри (Сэм Нилл), в какой точке земного шара они находятся, но тот отказывается что-либо говорить. Тогда Рэй из подручных материалов мастерит секстант, с помощью которого можно установить только широту, но для этого прибор нужно доставить наружу. В этот момент Хоббс решает изолировать Бреслина от всех заключённых, но тот обещает, что добудет у Роттмайера информацию о Манхайме, после чего Хоббс отпускает его обратно.
Позднее Эмиль решается спросить Рэя, почему он вообще занялся побегами из тюрем, и Рэй рассказывает ему свою трагическую предысторию: раньше он был успешным прокурором, пока один посаженный им преступник не пообещал ему отомстить. И он помнил свое обещание все следующие 4 года, планируя свой побег из тюрьмы. В качестве мести он «забрал душу» Рэя, убив его жену и маленького сына. С тех пор ему стало недостаточно отправлять преступников в тюрьму, так как захотелось убедиться, что они не сбегут оттуда.
При очередном докладе Рэй указывает Хоббсу ложное местонахождение Манхайма. Далее Бреслин и Роттмайер просят помощи у Джаведа, обещая поспособствовать ему сбежать из тюрьмы. Тот сообщает Хоббсу о готовящемся побеге, а тот взамен разрешает ему провести молитву на открытом воздухе. С помощью пронесённого секстанта Джавед устанавливает широту, на которой они пребывают. Выясняется, что корабль находится недалеко от побережья Марокко. Рэю наконец удаётся склонить на свою сторону доктора, напоминая ему о данной им клятве Гиппократа, и доказав ему, что он вовсе не опасный преступник, а Рэй Бреслин, которого специально упрятали в «Гробницу». Доктор передаёт сообщение влиятельному марокканскому знакомому Роттмайера, который является его должником, а значит, не откажется помочь.
Далее Хоббс замечает, как Рэй просит мусульман устроить бунт в одном из блоков, после чего там увеличивают охрану. Однако Рэй, Роттмайер и Джавед, оставшись в другом блоке с поредевшей охраной, устраивают бунт, во время которого им удаётся сбежать в подсобное помещение и отключить все камеры видеонаблюдения. Однако Хоббс успевает заблокировать все двери, из-за чего беглецы не могут попасть наружу через люк, а затем отправляет за ними отряд охранников, которые находят героев с помощью датчиков движения. Рэй и Роттмайер вступают в перестрелку с охранниками, в которой Джавед получает серьёзное ранение. Запершись в одном из помещений, Рэй отключает датчики движения. Затем он приказывает Роттмайеру лезть наверх, а сам отправляется в машинное отделение, чтобы отключить систему энергоснабжения и разблокировать двери. Идущие за ним охранники во главе с Хоббсом убивают Джаведа. Однако Рэю удаётся прорваться в машинное отделение и обесточить корабль. Когда Роттмайер вылезает на палубу, над ней зависает вертолёт его друзей, начав обстрел корабля и охранников. Одного из пулемётчиков находит пуля, и добравшийся до вертолёта Роттмайер занимает его место.
Тем временем Рэй, прячась в машинном отделении, дожидается, когда отсек заполнится водой и сработает система её сброса. Вместе с водой Рэя выбрасывает в открытый океан, под днище корабля-тюрьмы. Выплывшего на поверхность Бреслина замечает с вертолёта Роттмайер и сбрасывает ему верёвочную лестницу. Появившийся в это время на палубе Хоббс открывает стрельбу по вертолёту. Но Рэй стреляет из сброшенного ему Роттмайером пистолета по цистернам с легковоспламеняющейся жидкостью, в результате чего происходит взрыв, от которого Хоббс погибает. После этого вертолёт улетает и приземляется на побережье Марокко.
К высадившимся на берег беглецам подъезжает автомобиль, в котором находятся двое подручных Роттмайера, а также Джессика Майер. Тут же выясняется, что Роттмайер и есть Виктор Манхайм, а Джессика — его дочь. Оказывается, что она специально отправила в тюрьму Бреслина, чтобы вытащить из неё отца. Рэй также узнаёт от Джессики, что его партнёр Лестер Кларк был полностью в курсе происходящего.
Бреслин узнаёт от Эбигейл, что Кларк предал его. Лестеру предложили за огромное жалование возглавить всю сеть «Гробница» — но только в том случае, если Рэй не сумеет выбраться из плавучего узилища, доказав тем самым, что система «Гробница» неуязвима. Именно поэтому он сам организовывал заточение Рэя в экспериментальной тюрьме и сделал всё, чтобы Бреслин из неё никогда не вышел. Выясняется также, что Кларк скрылся. Однако Хаш находит его в Майами и усыпляет в автомобиле. Очнувшись, Кларк обнаруживает себя запертым в своей машине внутри стандартного контейнера, «закопанного» среди сотен точно таких же безликих контейнеров на борту огромного контейнеровоза в открытом океане.

## В ролях
| Актёр                    | Роль                                |
| ------------------------ | ----------------------------------- |
| Сильвестр Сталлоне       | Рэй Бреслин / Энтони Портос         |
| Арнольд Шварценеггер     | Эмиль Роттмайер / Виктор Манхайм    |
| Джеймс Кэвизел           | Уиллард Хоббс                       |
| Винни Джонс              | Дрейк                               |
| Эми Райан                | Эбигейл Росс                        |
| Катрина Балф             | Джессика Майер                      |
| Винсент Д’Онофрио        | Лестер Кларк                        |
| Кёртис «50 Cent» Джексон | Хаш                                 |
| Сэм Нилл                 | доктор Кайри                        |
| Фаран Таир               | Джавед                              |
| Мэтт Джеральд            | Роаг                                |
| Дэвид Литч               | капитан корабля / старший лейтенант |

## Производство
Идея о том, чтобы вместе сняться в фильме, обсуждалась между Сильвестром Сталлоне и Арнольдом Шварценеггером на протяжении многих лет, ещё с середины 1980-х. Были написаны различные версии сценария, но, по словам Шварценеггера, их со Сталлоне съемочные графики не совпадали. После того как Шварценеггер занял пост губернатора, а затем исполнил эпизодическую роль в фильме «Неудержимые», они вернулись к идее о совместной работе.
Съёмки проходили с 16 апреля по 23 июня 2012 года, в Новом Орлеане, Луизиане и Лос-Анджелесе.
Для съёмок вымышленной тюрьмы «Гробница» использовался списанный в 2012 году балкер «Rican», который был построен в 1979 году и в разное время использовался компаниями таких государств, как: Япония, США, Греция, Коморы. Ему несколько раз меняли названия: «Americana», «Rican», «Ioannis M», «Trendy», «Yamahiro Maru». Лишь его номер ИМО всё время оставался неизменным — 7621932. После съёмок фильма судно находилось в порту города Гретна (США, штат Луизиана), после чего было отправлено к берегам Индии на демонтаж и утилизацию.

## Отзывы
Рейтинг фильма на сайтах Metacritic и Rotten Tomatoes составляет 49 % на основе 33 и 104 рецензий соответственно.